# بولشوی ایرگیز
بولشوی ایرگیز (روسی: Большой Ирги́з) یک رودخانه در استان ساراتوف کشور روسیه است.